# El Grupo Nuevo De Omar Rodriguez-Lopez
El Grupo Nuevo De Omar Rodriguez Lopez är en musikgrupp från Bayamón, Puerto Rico. Gruppen består av Omar Rodríguez-López (gitarr), Cedric Bixler-Zavala (sång), Juan Alderete De La Peña (bas), Jonathan Hischke (synth bass) och Zach Hill (trummor).

## Historik
Från början var bandet ett sidoprojekt med Omar Rodríguez-López i spetsen tillsammans med Hellas trummis Zach Hill. Men flera musiker blev nödvändiga och Omar Rodriguez-Lopez bestämde sig då för att värva medlemmar från The Mars Volta och Hella så som Cedric Bixler-Zavala och Juan Alderete De La Peña och Jonathan Hischke. Bixler-Zavala är dock bara gästmusiker. Sedan 2006 har tre album spelats in. Det första Cryptomnesia släpptes den 5 maj 2009.

## Diskografi
- Cryptomnesia (2009)